# Diocese de Oslo
A Diocese de Oslo (em latim: Osloënsis) é uma diocese da Igreja Católica, localizada na cidade de Oslo, na Noruega.

## Paróquias
O território está dividido em 25 paróquias, localizadas nos seguintes lugares: Oslo (3), Moss, Askim, Fredrikstad, Halden, Lillestrøm, Hamar, Kongsvinger, Lillehammer, Jessheim, Hønefoss, Stabekk, Drammen, Fagernes , Tønsberg, Larvik, Porsgrunn, Arendal, Kristiansand, Stavanger, Haugesund, Valdres e Bergen.

## História
Por volta de 1070, a circunscrição foi estabelecida como diocese de Oslo. Em 1537 - no decorrer da Reforma na Dinamarca-Noruega e Holstein - Cristiano III suprimiu os episcopados católicos da sé. Posteriormente, o luteranismo passou a predominar na Escandinávia.
Em 1582 os católicos vagantes da Noruega e de outros países do norte da Europa foram colocados sob a jurisdição de um núncio apostólico em Colônia. O Congregação para a Evangelização dos Povos, em sua criação, em 1622, assumiu o comando do vasto campo missionário, que - em sua terceira sessão - era dividido entre o núncio apostólico de Bruxelas (para os católicos na Dinamarca e na Noruega ), o Núncio Apostólico de Colônia (no norte da Alemanha) e o Núncio Apostólico da Polônia (Finlândia, Mecklenburgo, e Suécia).
Em 1688, a Noruega tornou-se parte do Vicariato Apostólico da Alemanha Setentrional. O bispo de Paderborn funcionou como administrador da circunscrição. Em 1834, as missões católicas na Noruega tornaram-se parte do Vicariato Apostólico da Suécia, centrado na capital sueca, Estocolmo. Entretanto, o norte da Noruega acaba se tornando a Prefeitura Apostólica do Polo Norte, em 1855, o resto da Noruega ficou com o vicariato sueco. Quando uma nova jurisdição missionária foi estabelecida, uma missão sui iuris em 7 de agosto de 1868, criada a partir de partes do Polo Norte e da parte norueguesa do vicariato sueco. Em 17 de agosto 1869, a missão tornou-se o Prefeitura Apostólica da Noruega. Em 11 de março de 1892, foi elevada a Vicariato Apostólico da Noruega, com um nome alterado para Vicariato Apostólico da Noruega e Spitsbergen, entre 1º de junho de 1913 e 15 de dezembro de 1925.
Em 10 de abril de 1931, o vicariato apostólico foi dividido em Vicariato Apostólico de Oslo (1931-1953, que compreendia o sul da Noruega), uma jurisdição católica para Noruega central (chamado de Distrito Missionário da Noruega Central, 1931-1935; Prefeitura Apostólica da Noruega Central, 1935-1953; Vicariato Apostólico da Noruega Central, 1953-1979; Prelazia de Trondheim desde então), e uma jurisdição para a Noruega a norte do círculo polar (chamado Distrito Missionário do Norte da Noruega, 1931-1944; Prefeitura Apostólica do Norte da Noruega, 1944-1955; Vicariato Apostólico do Norte da Noruega, 1955-1979; Prelazia de Tromsø desde então). Em 29 de junho de 1953, o Vicariato Apostólico de Oslo tornou-se uma diocese separada, quando o mesmo status foi dado na Suécia para Diocese de Estocolmo.

## Líderes
Excepcionalmente para a diocese escandinava, a maioria dos bispos de Oslo foram realmente da etnia local (neste caso, noruegueses).
|                                                              | Nome                                  | Período   | Notas                           |        |
| Bispos                                                       | Bispos                                | Bispos    | Bispos                          | Bispos |
| ------------------------------------------------------------ | ------------------------------------- | --------- | ------------------------------- | ------ |
| 5º                                                           | Fredrik Hansen                        | 2025-     | Atual                           |        |
| 4º                                                           | Bernt Ivar Eidsvig, C.R.S.A.          | 2005-2025 |                                 |        |
| 3º                                                           | Gerhard Schwenzer, SS.CC.             | 1983-2005 |                                 |        |
| 2º                                                           | John Willem Nicolaysen Gran, O.C.S.O. | 1964-1983 |                                 |        |
| 1º                                                           | Jacques Mangers, S.M.                 | 1953-1964 |                                 |        |
| Bispo coadjutor                                              |                                       |           |                                 |        |
|                                                              | Fredrik Hansen                        | 2024-2025 |                                 |        |
|                                                              | Gerhard Schwenzer, SS.CC.             | 1981-1983 |                                 |        |
|                                                              | John Willem Nicolaysen Gran, O.C.S.O. | 1962-1964 |                                 |        |
| Vigários apostólicos de Oslo                                 |                                       |           |                                 |        |
|                                                              | Jacques Mangers, S.M.                 | 1932-1953 |                                 |        |
| Vigários apostólicos da Noruega (rito romano):               |                                       |           |                                 |        |
|                                                              | Olaf Offerdahl                        | 1928-1930 |                                 |        |
|                                                              | Johannes Olav Smit                    | 1925-1928 | Nomeado Oficial da Cúria Romana |        |
| Vigários apostólicos da Noruega e Spitsbergen (rito romano): |                                       |           |                                 |        |
|                                                              | Johannes Olav Smit                    | 1922-1925 |                                 |        |
|                                                              | Johannes Olaf Fallize                 | 1913-1922 |                                 |        |
| Vigários apostólicos da Noruega (rito romano):               |                                       |           |                                 |        |
|                                                              | Johannes Olaf Fallize                 | 1892-1913 |                                 |        |
| Prefeitos Apostólicos da Noruega (rito romano):              |                                       |           |                                 |        |
|                                                              | Johannes Olaf Fallize                 | 1887-1892 |                                 |        |

## References
- Giga-Catholic Information
- Catholic Hierarchy
- Diocese website (Norwegian)